# Liste der Monuments historiques in Neuviller-sur-Moselle
Die Liste der Monuments historiques in Neuviller-sur-Moselle führt die Monuments historiques in der französischen Gemeinde Neuviller-sur-Moselle auf.

## Liste der Immobilien
| Bezeichnung                      | Beschreibung | Standort              | Kennzeichnung | Schutzstatus | Datum | Bild |
| -------------------------------- | --- | --------------------- | ------------- | ------------ | ----- | ---- |
| Château de Neuviller-sur-Moselle | Schloss, von 1756 bis 1759 erbaut, mit spätmittelalterlicher Befestigungsmauer und Wirtschaftsgebäuden, um 1500 | Rue du Château (Lage) | PA00125527    | Inscrit      | 1993  |      |

## Liste der Objekte
| Bezeichnung                     | Beschreibung | Standort                       | Kennzeichnung | Schutzstatus | Datum | Bild |
| ------------------------------- | --- | ------------------------------ | ------------- | ------------ | ----- | ---- |
| Katasterplan                    | Tusche auf Papier, auf Holz montiert, 1770                                                                                         | in der Mairie (Lage)           | PM54001746    | Inscrit      | 1991  |      |
| Kelch und Patene                | Silber, vergoldet, Mitte des 18. Jahrhunderts                                                                                      | in der Kirche St-Pierre (Lage) | PM54000685    | Classé       | 1982  |      |
| Zwei Seitenaltäre               | Eichenholz, 18. und 20. Jahrhundert                                                                                                | in der Kirche St-Pierre (Lage) | PM54001743    | Inscrit      | 1994  |      |
| Chorgestühl und Wandvertäfelung | Eichenholz, 1708 | in der Kirche St-Pierre (Lage) | PM54001744    | Inscrit      | 1994  |      |
| Hauptaltar                      | Altartisch mit Altaraufbau, Tabernakel und Exposition; Eichenholz, farbig gefasst und vergoldet, erste Hälfte des 18. Jahrhunderts | in der Kirche St-Pierre (Lage) | PM54001163    | Classé       | 1996  |      |
| Skulptur Heiliger Liborius      | Stein, farbig gefasst, Ende des 17. Jahrhunderts                                                                                   | in der Kirche St-Pierre (Lage) | PM54001745    | Inscrit      | 1994  |      |
| Kanzel                          | Holz, um 1700 | in der Kirche St-Pierre (Lage) | PM54001742    | Inscrit      | 1994  |      |